# Enchentes em Alagoas e Pernambuco em 2010
As enchentes em Alagoas e Pernambuco em 2010 ocorreram durante o mês de junho de 2010 ao longo das bacias do Mundaú e Paraíba do Meio, atingindo particularmente os rios Una, Sirinhaém, Piranji, Mundaú e Canhoto. Mais de 30 municípios dos dois estados declararam situação de emergência.

## Antecedentes e contexto
As bacias dos rios Mundaú e Paraíba do Meio situam-se na divisa entre os estados de Alagoas e Pernambuco. Localizadas nos limites entre o semiárido e a região litorânea, estas bacias recebem contribuições de rios perenes e também intermitentes. As bacias já havia observado catástrofes anteriores, como a cheia de 1969 do Rio Canhoto, que destruiu o município de São José da Laje, vitimando 1.200 pessoas. A ocupação das margens, sem respeito às áreas de preservação permanente, parece ter contribuído significativamente para um histórico de inundações, verificadas também em 1988, 1989 e 2000.
As estações pluviométricas das partes alta das bacias registraram o maior volume de chuvas média para o mês de junho na série histórica. O solo encharcado passou a não mais absorver as chuvas, ensejando o acúmulo e inundação nas partes baixas da bacia.

## Vítimas
As chuvas causaram 40 mortes e deixaram mais de 80 mil desabrigados nos estados de Pernambuco e Alagoas.
| Estado     | Municípios atingidos | Desabrigados | Mortes | Desaparecidos |
| ---------- | -------------------- | ------------ | ------ | ------------- |
| Alagoas    | 15                   | 53.123       | 27     | 29            |
| Pernambuco | 14                   | 29.000¹      | 20     | n/d           |
| Total      | 29                   | 82.123       | 40     | 29            |

## Estados afetados
Um total de 29 municípios (14 em Pernambuco e 15 em Alagoas). As inundações atingiram grandes proporções e destruíram diversos municípios.

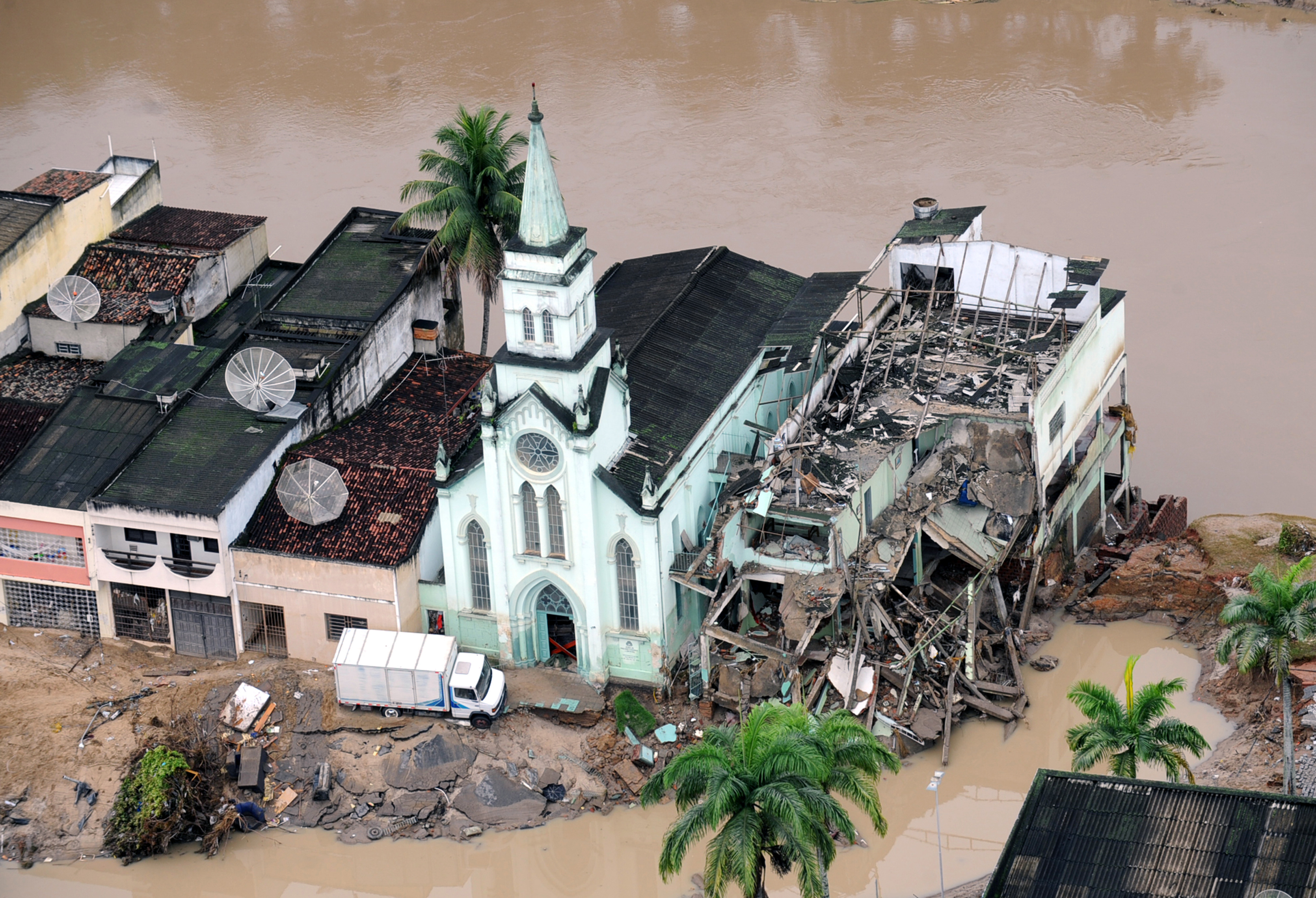
Em Palmares, Pernambuco, a igreja foi uma das poucas construções que escapou da destruição.

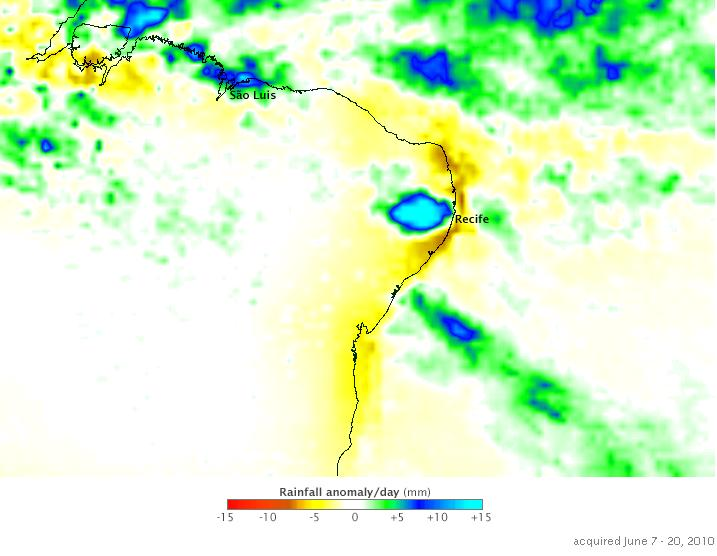
Imagem produzida pela NASA que representa a anomalia de precipitação no período de 7 a 20 de junho de 2010. Cores tendendo para azul indicam chuvas mais acima da média.

| Alagoas              | Pernambuco             |
| -------------------- | ---------------------- |
| Atalaia              | Palmares               |
| Satuba               | Catende                |
| Jundiá               | Cortez                 |
| São José da Laje     | Água Preta             |
| Jacuípe              | Barreiros              |
| Branquinha           | Correntes              |
| São Luís do Quitunde | Vitória de Santo Antão |
| Matriz de Camaragibe | Barra de Guabiraba     |
| Paulo Jacinto        | Jaqueira               |
| Quebrangulo          | Escada                 |
| Murici               | Nazaré da Mata         |
| União dos Palmares   | Primavera              |
| Santana do Mundaú    | Amaraji                |
| Capela               | Chã Grande             |
| Cajueiro             | Gravatá                |
| Viçosa               |                        |
| Rio Largo            |                        |
| Maragogi             |                        |
| Marechal Deodoro     |                        |
| Anadia               |                        |
| Joaquim Gomes        |                        |

## Branquinha
Em Branquinha, no estado de Alagoas, como em várias cidades da região, a cidade foi arrasada. A prefeita da cidade,Ana Renata, vendo que seria impossível levantar a cidade à beira do rio, tomou uma atitude ousada: levantar Branquinha em outro lugar, haja vista que a cidade foi completamente arrasada e até mesmo a geografia do lugar foi alterada. Vários grupos de voluntários nacionais e internacionais atuaram ajudando as vítimas na cidade. O Grupo Voluntários da Esperança, presidido por Rinaldo Rhaister, promoveu várias ações como distribuição de materiais de higiene pessoal, roupas e alimentos. O Grupo parceiros pela vida também atuou além dos Médicos sem Fronteiras.

## Reações e Medidas
Brasil: O presidente Luiz Inácio Lula da Silva esteve durante todo o dia 24 de junho visitando áreas atingidas nos estados vizinhos.. Ainda antes durante a visita, o presidente anunciou a disponibilização de R$ 550 milhões em verbas para a recuperação dos danos. O ministro João Santana disse em nota que destruição em Alagoas é uma das maiores catástrofes do Brasil.
Segundo a agência Brasília Confidencial, o BNDES destinará R$ 1 bilhão em financiamentos para a reconstrução de pequenas e médias empresas, a Caixa vai liberar o FGTS para os trabalhadores nas cidades que decretaram calamidade e os ministérios da Educação e da Saúde vão mandar R$ 90 milhões para a reconstrução de escolas, creches, postos de saúde e hospitais.
O Governo do Pernambuco anunciou em 2010 a construção de cinco barragens para contenção das águas dos principais leitos dos rios da região com um investimento que superava R$ 1 bilhão de reais com estimativa de conclusão das obras em 4 anos. Entretanto, o calendário das obras não foi seguindo e até o primeiro semestre de 2017, apenas uma das barragens (Serro Azul) tinha sido concluída.

## Repercussão internacional
Estados Unidos
O embaixador dos Estados Unidos no Brasil, Thomas Shannon, informou que o país enviará 50 mil dólares em ajuda humanitária para complementar os esforços de assistência. Além disso, a Agência dos Estados Unidos para o Desenvolvimento Internacional (Usaid) e o Escritório de Assistência a Desastres no Exterior da Usaid serão os responsáveis pela doação dos recursos.
 Organização dos Estados Americanos (OEA)
A OEA anunciou que ajudará as vítimas das chuvas. O secretário-geral da OEA, José Miguel Insulza, afirmou que cooperará com "o que for necessário".
 Venezuela
Venezuela doa 8 toneladas de alimentos para o estado de Alagoas.

### Imprensa internacional
Vários jornais do mundo noticiaram a destruição ocorrida nos estados de Alagoas e Pernambuco, por exemplo:
- Al Jazeera[17]
- CNN[18]
- Reuters[19]
- Today[20]
- BBC[21]
- NHK[22]